# Kęstutis Vaiginis
Kęstutis Vaiginis (* 6. September 1978) ist ein litauischer Jazzmusiker (Sopran-, Alt- und Tenorsaxophon, Flöte, Komposition) des Modern Creative. Er gilt als einer der begabtesten Saxophonisten der jungen Generation seines Landes.

## Leben und Wirken
Vaiginis besuchte von 1993 bis 1998 das Konservatorium von Wilna und absolvierte eine klassische Ausbildung, um dann bis 2004 auf der Litauischen Akademie für Musik und Theater bis zum Master (u. a. bei Petras Vyšniauskas) zu studieren. Er setzte ab 2004 seine Ausbildung am Prins Claus Conservatorium, dem Conservatorium van Amsterdam (2006) und der Manhattan School of Music fort.
Kęstutis etablierte sich schnell in der litauischen Jazzszene und trat wiederholt auf den wichtigen nationalen Festivals auf aber auch auf französischen, niederländischen und italienischen Festivals. Er leitete eigene Bands und trat auch mit internationalen Musikern wie Barbara Dennerlein, Daniel Messina, Hernan Romero, David Berkman, Randal Corsen, Bilal Karaman oder Herbie Kopf auf. Er tourte in West- und Mitteleuropa ebenso wie in Vorder- und Südostasien und Nordamerika auf. Beim Festkonzert anlässlich der EU-Ratspräsidentschaft Litauens am 12. Juli 2013 in der Litauischen Nationalphilharmonie führte er mit dem Bujazzo unter Leitung von Niels Klein eigene Kompositionen auf.
Vaiginis zeichnet sich „durch seinen klaren und kontrollierten Sound, seine Lyrik und Leidenschaft“ aus.

## Preise und Ehrungen
Vaiginis hat verschiedene nationale und internationale Wettbewerbe gewonnen. Im Jahr 2010 wurde er mit dem Gran Prix von Birštonas jazz für seinen bedeutenden Beitrag zum litauischen Jazz ausgezeichnet. 2013 ehrte Bundespräsident Joachim Gauck ihn mit dem Europamusicale Musikpreis.

## Diskographische Hinweise
- Unexpected Choices (mit Austin Becker, Tatum Greenblatt, Andy Hunter, David Berkman, Hernan Romero, Linda Oh, Joey Saylor, Davin Gray 2008)
- Gipsy Nature (mit Ramadhani Syah, Chul Hoon Lee, Flavio Li Vigni, 2006)
- Out of Planet (mit Fabrizio Brusca, 2006)